# شيري تورنر
شيري تورنر (بالإنجليزية: Sherri Turner)‏ هي لاعبة غولف أمريكية، ولدت في 4 أكتوبر 1956 في غرينفيل في الولايات المتحدة.

## وصلات خارجية
- شيري تورنر على موقع رابطة لاعبات الغولف المحترفات (الإنجليزية)